# Coupe des clubs champions européens 1980-1981
Navigation
Édition précédente Édition suivante
La Coupe des clubs champions européens 1980-1981 a vu la victoire de Liverpool. La compétition s'est terminée le 27 mai 1981 par la finale au Parc des Princes à Paris.

## Tour préliminaire
| Équipe 1        | Résultat | Équipe 2    | Aller | Retour |
| --------------- | -------- | ----------- | ----- | ------ |
| Budapest Honvéd | 11 - 0   | Valletta FC | 8 - 0 | 3 - 0  |

## Seizièmes de finale
| Équipe 1              | Résultat | Équipe 2                 | Aller | Retour |
| --------------------- | -------- | ------------------------ | ----- | ------ |
| Linfield FC           | 0 - 3    | FC Nantes                | 0 - 1 | 0 - 2  |
| Aberdeen FC           | 1 - 0    | Austria Vienne           | 1 - 0 | 0 - 0  |
| FC Bruges             | 1 - 5    | FC Bâle                  | 0 - 1 | 1 - 4  |
| CSKA Sofia            | 2 - 0    | Nottingham Forest        | 1 - 0 | 1 - 0  |
| BFC Dynamo            | 4 - 2    | APOEL Nicosie            | 3 - 0 | 1 - 2  |
| FK Dinamo Tirana      | 0 - 3    | Ajax Amsterdam           | 0 - 2 | 0 - 1  |
| Inter Milan           | 3 - 1    | Universitatea Craiova    | 2 - 0 | 1 - 1  |
| AS La Jeunesse d'Esch | 0 - 9    | Spartak Moscou           | 0 - 5 | 0 - 4  |
| Limerick FC           | 2 - 7    | Real Madrid CF           | 1 - 2 | 1 - 5  |
| Olympiakos            | 2 - 7    | Bayern Munich            | 2 - 4 | 0 - 3  |
| OPS Oulu              | 2 - 11   | Liverpool FC             | 1 - 1 | 1 - 10 |
| Sporting Portugal     | 0 - 3    | Budapest Honvéd          | 0 - 2 | 0 - 1  |
| Trabzonspor           | 2 - 4    | Szombierki Bytom         | 2 - 1 | 0 - 3  |
| Viking FK             | 3 - 7    | Étoile rouge de Belgrade | 2 - 3 | 1 - 4  |
| ÍB Vestmannaeyja      | 1 - 2    | Baník Ostrava            | 1 - 1 | 0 - 1  |
| Halmstads BK          | 2 - 3    | Esbjerg fB               | 0 - 0 | 2 - 3  |

## Huitièmes de finale
| Équipe 1       | Résultat | Équipe 2                 | Aller | Retour |
| -------------- | -------- | ------------------------ | ----- | ------ |
| FC Nantes      | 2 - 3    | Inter Milan              | 1 - 2 | 1 - 1  |
| Real Madrid CF | 3 - 0    | Budapest Honvéd          | 1 - 0 | 2 - 0  |
| Bayern Munich  | 6 - 3    | Ajax Amsterdam           | 5 - 1 | 1 - 2  |
| Aberdeen FC    | 0 - 5    | Liverpool FC             | 0 - 1 | 0 - 4  |
| CSKA Sofia     | 5 - 0    | Szombierki Bytom         | 4 - 0 | 1 - 0  |
| Baník Ostrava  | 1 - 1E   | BFC Dynamo               | 0 - 0 | 1 - 1  |
| Spartak Moscou | 3 - 2    | Esbjerg fB               | 3 - 0 | 0 - 2  |
| FC Bâle        | 1 - 2    | Étoile rouge de Belgrade | 1 - 0 | 0 - 2  |

## Quarts de finale
| Équipe 1       | Résultat | Équipe 2                 | Aller | Retour |
| -------------- | -------- | ------------------------ | ----- | ------ |
| Liverpool FC   | 6 - 1    | CSKA Sofia               | 5 - 1 | 1 - 0  |
| Bayern Munich  | 6 - 2    | Baník Ostrava            | 2 - 0 | 4 - 2  |
| Inter Milan    | 2 - 1    | Étoile rouge de Belgrade | 1 - 1 | 1 - 0  |
| Spartak Moscou | 0 - 2    | Real Madrid CF           | 0 - 0 | 0 - 2  |

## Demi-finales
| Équipe 1       | Résultat | Équipe 2      | Aller | Retour |
| -------------- | -------- | ------------- | ----- | ------ |
| Liverpool FC   | 1 - 1E   | Bayern Munich | 0 - 0 | 1 - 1  |
| Real Madrid CF | 2 - 1    | Inter Milan   | 2 - 0 | 0 - 1  |

## Finale
| 27 mai 1981  | Liverpool FC | 1 – 0 | Real Madrid | Parc des Princes, Paris                         |                                                 |
| 20 h 15 CEST | Kennedy 82e  |       |             | Spectateurs : 48 360 Arbitrage : Károly Palotai | Spectateurs : 48 360 Arbitrage : Károly Palotai |
| 20 h 15 CEST | Rapport      |       |             | Spectateurs : 48 360 Arbitrage : Károly Palotai | Spectateurs : 48 360 Arbitrage : Károly Palotai |